# Theo Mackaay
Theodorus Willebrordus Maria (Theo) Mackaay (Utrecht, 19 november 1950) is een Nederlandse beeldhouwer, kunstschilder en muzikant.

## Biografie
Mackaay groeide op in Utrecht. In 1970 begon hij daar een opleiding tot steenhouwer en legde de basis om zich verder te ontwikkelen tot beeldhouwer. Hij studeerde van 1972 tot 1976 aan de Gerrit Rietveld Academie en van 1977 tot 1979 aan de Rijksakademie van beeldende kunsten te Amsterdam.

#### Beeldhouwer en kunstschilder
Sinds 1980 werkt hij als zelfstandig kunstenaar, zowel als beeldhouwer als als schilder. Mackaays stijl is te omschrijven als deformerend figuratief, met als inspiratiebronnen onder anderen Pablo Picasso, Marino Marini en Ossip Zadkine. In 1980 ontwierp hij het Gouden Kalf, de trofee die tijdens het Nederlands Filmfestival wordt uitgereikt. Ook de trofee die door de BV Popprijs wordt uitgereikt, is een ontwerp van Mackaay uit 1984. Andere prijzen die door hem zijn ontworpen, zijn de aanmoedigingsprijs voor bedrijven inzake het in dienst houden van chronisch zieken (1996) en een prijs voor de stichting Xena (2002).
In 2005 reisde hij af naar China, waar hij 2,5 jaar zou werken, wat resulteerde in verschillende grote bronsplastieken.
Mackaay exposeert in binnen- en buitenland en had diverse solotentoonstellingen in onder andere Morren Galleries te Amsterdam en Utrecht, het Carlton Hotel in Cannes (2015) en het Amstel Hotel te Amsterdam (2016).

#### Muzikant
Mackaay is naast beeldend kunstenaar ook muzikant. In de jaren 70 was hij gitarist en zanger in de begeleidingsgroep van Lenny Kuhr. Sinds eind jaren zeventig maakte hij als zanger, gitarist en componist onderdeel uit van de maatschappijkritische Nederlandstalige groep Braak, waarmee hij vier lp's maakte: Demo's, Suite voor een Hypochonder, Heldenkermis en Ik weet wat je lust. Hij speelde als zanger en gitarist in studiosessies en was te horen in reclamespots. In 2016 kwam zijn album Met de hemel weet je het nooit uit.

## Werken in de openbare ruimte (selectie)
- Man met vleugels, Overvecht
- Boogschutter, Ootmarsum
- Paard en ruiter, Hollandsche Rading